# Етаноламін
Етано́ламі́н, мо́ноетано́ламі́н (МЕА) (англ. ethanolamine; нім. Monoetanolamin n) — безбарвна в'язка гігроскопічна рідина, яка змішується з водою в будь-яких пропорціях.
Використовується у вигляді 15—20%-ного розчину для очищення природного вуглеводневого газу від сірководню Н2S і діоксиду вуглецю СО2 (МЕА-процес). Для цього моноетаноламін заливається на тарілки абсорбера, а очищуваний газ, який подається в абсорбер знизу і проходить через шар моноетаноламіну, очищається від Н2S і СО2.

## Фізичні властивості
Температура кипіння 444 °К при 0,1 МПа, пружність пари 108 Па при 303 °К; динамічний коефіцієнт в'язкості 24,1 мПа·с при 293 °К; теплота випаровування 820 кДж/кг.